# 카만다르 마지도프
카만다르 바팔리예비치 마지도프(벨라루스어: Камандар Бафаліевіч Маджыдаў 카만다르 바팔리예비치 마지다우, 러시아어: Каманда́р Бафали́евич Маджи́дов, 1961년 5월 7일~)는 소련과 벨라루스의 레슬링 선수, 지도자이다. 1988년 하계 올림픽 그레코로만형 페더급에서 금메달을 획득했다. 